# Blood Duster
O Blood Duster foi uma banda formada em Melbourne, Austrália no ano de 1991. A banda começou fazendo um som mais grindcore/death metal, influenciados por bandas como Napalm Death e Brutal Truth. Depois mudaram para um som mais influêciado pelo stoner rock/sludge metal, com fortes influências de blues. A banda chegou a tocar no festival Big Day Out em 2004, ao lado de bandas como Metallica, The Mars Volta e The Darkness. No ano de 2005, a banda excursionou pela Europa e pelo Japão para divulgar o último lançamento da banda, o DVD The Shape of Death to Come e relançar o seu primeiro EP chamado Fisting the Dead lançado originalmente em 1993.

## Formação Atual
- Tony Lee Roth - Vocal
- Jason P.C. - Vocal & Baixo
- Belt Thrower - Guitarra
- M Lo - Guitarra
- Matt Rizzo - Bateria

## Discografia

### Demo
- Menstrual Soup (1991)

### Singles
- Iwannadoitwithadonna 7" (2002)

### EP
- Fisting The Dead (1993/2005)
- D.F.F. (2002)

### Álbuns de Estúdio
- Yeest (1997)
- Str8 Outta Northcote (1998)
- Cunt (2001)
- Blood Duster (2003)

### DVD
- The Shape Of Death To Come (2005)

### Coletâneas
- Death is just the Beginning 3 (1993)
- Sounds of Ordinary Madness (1993)
- Vulgar Tongue (1995)
- Solid: Strip Mining The Underground Since 1990 (1998)
- Under The Southern Cross (1999)
- Wizards Of Gore - A Tribute to Impetigo (2000)